# 凌曙
凌曙（1775年—1829年），字曉樓，一字子昇，江苏江都人，清代學者。

## 生平
最早是香作佣役，不久擔任塾师，結識了包世臣，經包世臣引介，分別問學於阮元、劉逢祿。後入京为阮元校辑《經郛》，開始閱覽群书。對《公羊傳》大有見解，以为《春秋》之义存于《公羊》，而《公羊》之学传自董仲舒，並改進徐彥舊疏的缺失。
凌曙晚年有風疾，精力不逮，僅成《公羊禮疏》。幸有門生陳立繼其志。凌曙的外甥劉文淇也是著名學者。

## 著作
著有《四書典故覈》、《春秋公羊礼疏》、《春秋公羊禮說》、《春秋公羊問答》、《儀禮禮服通釋》、《禮論略鈔》、《春秋繁露注》等書，其中《春秋繁露注》成書於嘉慶二十年（1816年），蕭一山稱《春秋繁露注》發明甚多。

## 延伸阅读
[在维基数据编辑]
 《清史稿·卷482》，出自趙爾巽《清史稿》